# Punternet
Punternet, también conocido como Punternet.com, es un sitio de revisión que permite a los clientes calificar sus experiencias con prostitutas. Los clientes se denominan "apuntadores" en el sitio web.
Inicialmente, el sitio web era una fuente de información administrada por entusiastas y usuarios de servicios en lugar de una empresa comercial. Se describió a sí mismo como "La comunidad en línea para usuarios y proveedores de servicios personales para adultos en el Reino Unido". El periódico London Evening Standard lo llamó "el más exitoso de los sitios de Internet de reseñas de prostitutas". Las revisiones, originalmente llamadas "informes de campo", fueron escritas casi exclusivamente por hombres y describían encuentros heterosexuales con trabajadoras sexuales.
El sitio se vendió en agosto de 2017 y los nuevos propietarios eliminaron los foros de discusión del sitio. También cambiaron la política del sitio para permitir que los proveedores de servicios masculinos y transgénero anuncien y sean revisados. Anteriormente, esto se limitaba solo a las acompañantes femeninas.

## Características
El sitio ofrece membresía gratuita. Los miembros gratuitos pueden enviar reseñas y acceder a las funciones del sitio y a una función de búsqueda limitada.

## Críticas
El sitio ha recibido críticas, sobre todo en 2009 por parte de Harriet Harman. Harman, quien en ese momento era la ministra de la Mujer y la Igualdad del gobierno del Reino Unido, le pidió al entonces gobernador de California, Arnold Schwarzenegger, que prohibiera el sitio web, dado que tenía su sede en California, EE. UU. Los propietarios de la web agradecieron a Harman por aumentar el tráfico web a su sitio.
En 2013, Trishna Datta, extrabajadora comunitaria de Ilford, Essex, lanzó una petición para que se eliminara el sitio web de Punternet. Dijo que el sitio web carecía de las medidas de seguridad adecuadas para garantizar que no se revelaran detalles que pudieran poner en peligro a las trabajadoras sexuales. Además, expresó su preocupación de que algunas de las trabajadoras sexuales revisadas en el sitio podrían ser menores de edad o víctimas de trata o agresión sexual. Punternet comentó que denunciaría a las autoridades a las prostitutas menores de edad y que alienta a los clientes a denunciar a Crimestoppers UK sobre prostitutas menores de edad y víctimas de la trata.

## Referencia académica
Los datos de Punternet fueron utilizados por Peter Moffatt y Simon Peters, ambos profesores de econometría, en su trabajo de 2004 "Precio de los servicios personales: un estudio empírico de las ganancias en la industria de la prostitución del Reino Unido".